# Медоуз, Линдси
Ли́ндси Ме́доуз (англ. Lindsey Meadows; 10 апреля 1982, Кливленд, Огайо, США) — американская порноактриса. Линдси пришла в порноиндустрию в 2004 году и на 2011 год снялась в 156 фильмах. У Линдси есть татуировка — цветок на левом плече. Пирсинг на носу слева и на пупке.

## Премии и номинации
- 2008 AVN Awards номинация — невоспетая старлетка года[2]
- 2008 AVN Awards номинация — Best POV Sex Scene — POV Pervert 7[2]
- 2008 AVN Awards номинация — Best POV Sex Scene — Fresh Meat 23[2]
- 2008 F.A.M.E. Award finalist — Most Underrated Star[3]
- 2009 AVN Awards номинации — лучшая сцена орального секса — Tristan Taormino’s Expert Guide to Oral Sex 2: Fellatio[4]
- 2009 AVN Awards номинация — лучшая сцена триолизма — Sweat 3[4]
- 2009 AVN Awards номинация — невоспетая старлетка года[4]
- 2009 XRCO Award номинация — невоспетая сирена[5]
- 2010 AVN Awards номинация — лучшая актриса второго плана — The Price of Lust[6]
- 2011 AVN Awards номинация — лучшая сцена группового секса — Out Numbered 5[7]